# Клуб Олександра Чижевського

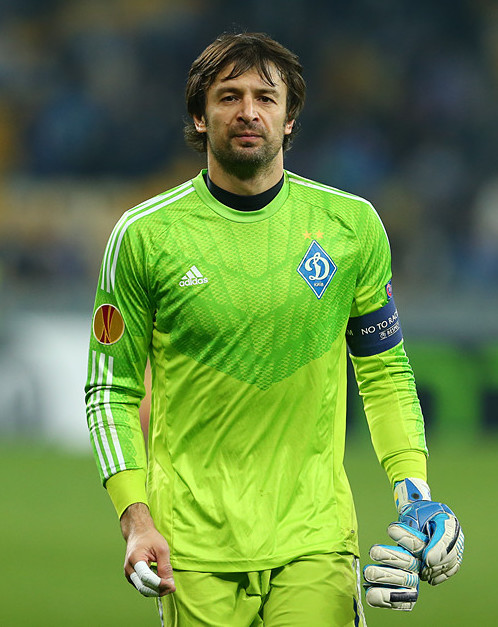
Олександр Шовковський є лідером за кількістю виступів в українській Прем'єр-лізі

Клуб Олександра Чижевського — група українських футболістів, які протягом своєї кар'єри провели у командах вищої ліги (Прем'єр-ліги) чемпіонату України з футболу 300 і більше офіційних матчів. Названо на честь Олександра Чижевського, який першим досягнув цього числа матчів.

## Члени клубу
Дані в таблиці станом на кінець сезону 2022-23
| #     | Футболісти                  | Клуби | Матчі |
| ----- | --------------------------- | --- | ----- |
| 1     | Олександр Шовковський       | «Динамо» — 426 (1994—2016) | 426   |
| 2     | Олег Шелаєв                 | «Зоря» — 68 (1993—1996), «Шахтар» — 36 (1996—2000), «Дніпро» — 209 (1999, 2000—2008), «Металург» (Донецьк) — 13 (2000), «Кривбас» — 8 (2009), «Металіст» — 78 (2009—2014) | 412   |
| 3     | В'ячеслав Чечер             | «Кривбас» — 33 (2000—2001), «Металург» (Донецьк) — 320 (2002—2015), «Карпати» — 9 (2010), «Зоря» — 47 (2015—2019) | 409   |
| 4     | Олександр Чижевський        | «Карпати» — 226 (1992—1999, 2002), «Шахтар» — 9 (1999), «Металург» (Запоріжжя) — 38 (2000—2001), «Таврія» — 87 (2002, 2003—2006), «Волинь» — 1 (2003), «Закарпаття» — 40 (2007—2009)                                                                                                 | 401   |
| 5     | Олександр Горяїнов          | «Металіст» — 331 (1994, 1998—2003, 2005—2015), ЦСКА — 11 (1995—1996), «Кривбас» — 49 (2003—2005) | 391   |
| 6     | Руслан Ротань               | «Дніпро» — 316 (1999—2005, 2008—2017), «Динамо» — 59 (2005—2007, 2018) | 375   |
| 7     | Сергій Назаренко            | «Дніпро» — 272 (1999—2011, 2016—2017), «Таврія» — 77 (2011—2014), «Чорноморець» — 10 (2014), «Металіст» — 14 (2015) | 373   |
| 8     | Тарас Степаненко            | «Металург» (Запоріжжя) — 81 (2006—2010), «Шахтар» — 289 (2010—2025) | 370   |
| 9     | Сергій Шищенко              | «Металіст» — 28 (1992—1993), «Шахтар» — 23 (1994, 1996), «Нива» (Тернопіль) — 28 (1995), «Кривбас» — 21 (1997—1998), «Металург» (Запоріжжя) — 18 (1999, 2006), «Металург» (Донецьк) — 166 (2000—2003, 2005—2006,2008-2009), «Іллічівець» — 25 (2004), «Чорноморець» — 54 (2006—2007) | 363   |
| 10    | Олександр Гладкий           | «Металіст» — 9 (2004—2005), «Харків» — 54 (2005—2007), «Шахтар» — 118 (2007—2010, 2014—2016), «Дніпро» — 23 (2010—2012), «Карпати» — 81 (2012—2014, 2017), «Динамо» — 8 (2016—2017), «Чорноморець» — 30 (2018, 2022—2023), «Зоря» — 38 (2020—2022)                                   | 361   |
| 11    | Руслан Костишин             | ЦСКА/«Арсенал» — 131 (1996—2001), «Дніпро» — 109 (2002—2006), «Кривбас» — 119 (2007—2012) | 359   |
| 12    | Сергій Закарлюка            | «Дніпро» — 3 (1994), ЦСКА/«Арсенал» — 238 (1996—2001, 2007—2011), «Металург» (Донецьк) — 62 (2002, 2006), «Шахтар» — 4 (2003), «Іллічівець» — 40 (2004—2005), «Ворскла» — 9 (2011)                                                                                                   | 356   |
| 13    | Олександр Грицай            | «Дніпро» — 196 (2000—2008), «Кривбас» — 10 (2009), «Арсенал» — 70 (2009—2011), «Зоря» — 78 (2012—2015) | 354   |
| 14    | Володимир Чеснаков          | «Ворскла» — 350 (2007—2024) | 353   |
| 15    | Олександр Зотов             | «Чорноморець» — 139 (1995—1997, 2007—2008), «Кривбас» — 59 (1999—2000), «Ворскла» — 12 (2001), «Металург» (Донецьк) — 133 (2002—2006, 2009), «Закарпаття» — 8 (2009) | 351   |
| 16    | Ігор Шуховцев               | СК «Одеса» — 12 (1992), «Нива» (Вінниця) — 17 (1992, 1994—1995), «Іллічівець» (Маріуполь) — 244 (1997—2003, 2005—2009), «Арсенал» (Київ) — 9 (2004), «Таврія» (Сімферополь) — 9 (2004), «Зоря» — 57 (2009—2011), «Металіст» — 1 (2013)                                               | 349   |
| 17    | Андрій Пятов                | «Ворскла» — 42 (2005—2007), «Шахтар» — 301 (2007—2023) | 344   |
| 18    | Владислав Ващук             | «Динамо» (Київ) — 254 (1993—2002, 2005—2008), «Чорноморець» — 54 (2004—2005, 2009—2010), «Львів» — 11 (2008), «Волинь» — 24 (2010—2011) | 343   |
| 19    | Сергій Мізін                | «Динамо» — 73 (1993—1995), «Дніпро» — 28 (1996—1997), «Чорноморець» — 7 (1996), ЦСКА/«Арсенал» — 90 (1997, 2005—2008), «Карпати» — 87 (1998—1999, 2003), «Кривбас» — 25 (2000), «Металіст» — 32 (2001—2002)                                                                          | 342   |
| 20-21 | Віталій Рева                | ЦСКА/«Арсенал» — 262 (1995—2001, 2007—2011, 2013), «Динамо» — 50 (2001—2007), «Таврія» — 13 (2005), «Оболонь» — 10 (2011), «Кривбас» — 6 (2012) | 341   |
| 20-21 | Максим Шацьких              | «Динамо» — 215 (1999—2009), «Арсенал» — 95 (2010—2012, 2013), «Чорноморець» — 6 (2013), «Говерла» — 25 (2014—2015) | 341   |
| 22    | Дарійо Срна                 | «Шахтар» — 339 (2003—2018) | 339   |
| 23    | Андрій Кирлик               | «Металіст» — 58 (1994, 1999), «Кремінь» — 82 (1995—1996), «Нива» (Тернопіль) — 29 (1998), ЦСКА/«Арсенал» — 47 (2001), «Чорноморець» — 115 (2003—2007) | 331   |
| 24    | Сергій Долганський          | «Верес» — 32 (1992—1993, 1994—1995), «Металіст» — 12 (1993—1994) «Чорноморець» — 51 (1996—1998), «Металург» (Донецьк) — 21 (2004), «Ворскла» — 212 (2001, 2003, 2005—2012) | 328   |
| 25    | Валентин Полтавець          | «Металург» (Запоріжжя) — 168 (1994—2000), «Дніпро» — 45 (2001), «Арсенал» (Київ) — 24 (2002), «Чорноморець» — 85 (2003—2008) | 322   |
| 26-27 | Олександр Головко           | «Таврія» — 133 (1992—1994, 2005—2006), «Динамо» — 186 (1996—2003) | 319   |
| 26-27 | Олег Гусєв                  | «Арсенал» — 23 (2002—2003), «Динамо» — 296 (2003—2018) | 319   |
| 28    | Едмар Галовський де Ласерда | «Таврія» — 117 (2003—2007), «Металіст» — 189 (2007—2015), «Дніпро» — 10 (2015—2016) | 316   |
| 29    | Андрій Воробей              | «Шахтар» — 219 (1997—2007), «Дніпро» — 47 (2007—2010), «Арсенал» — 23 (2009—2010), «Металіст» — 26 (2010—2012) | 315   |
| 30    | Ігор Лучкевич               | «Металург» (Запоріжжя) — 215 (1992—1997, 2003—2005), «Металург» (Донецьк) — 14 (1998), «Карпати» — 69 (1999—2002), «Таврія» — 13 (2003) | 311   |
| 31-33 | Володимир Єзерський         | «Карпати» — 33 (1997—1998), «Динамо» — 10 (1999—2000), «Кривбас» — 9 (2000), «Дніпро» — 146 (2001—2007), «Шахтар» — 21 (2007—2009), «Зоря» (Луганськ) — 31 (2010—2011), «Таврія» — 44 (2011—2013), «Говерла» — 9 (2013)                                                              | 303   |
| 31-33 | Желько Любенович            | «Кривбас» — 9 (2005—2006), «Таврія» — 148 (2006—2011), ПФК «Олександрія» — 9 (2012), «Зоря» — 137 (2012—2018) | 303   |
| 31-33 | Павло Ребенок               | «Ворскла» — 226 (2004—2007, 2011—2012, 2013, 2016—2021), «Металіст» — 21 (2008—2009, 2012—2015), «Чорноморець» — 56 (2008—2011, 2014) | 303   |
| 34    | Олег Краснопьоров           | «Закарпаття» — 25 (2001—2002), «Іллічівець» — 113 (2002—2008), «Ворскла» — 124 (2011), «Металіст» — 40 (2013—2014) | 302   |
| 35    | Володимир Польовий          | «Металург» (Запоріжжя) — 159, «Дніпро» — 20, «Металург» (Донецьк) — 21, «Арсенал» — 55, «Волинь» — 27, «Дніпро-1» — 18 | 300   |